# Aram Piruzjan
Aram Piruzjan (ur. 1907 w Baku, zm. 1996) – radziecki i armeński polityk, przewodniczący Rady Komisarzy Ludowych Armeńskiej SRR w latach 1937-1943.
Od 1929 w WKP(b), 1935 ukończył Swierdłowski Instytut Metali Kolorowych i Złota i został kandydatem nauk ekonomicznych, pracował w administracji publicznej, m.in. w Alawerdi. Od 23 listopada 1937 do 1943 przewodniczący Rady Komisarzy Ludowych Armeńskiej SRR. 1939-1952 członek Centralnej Komisji Rewizyjnej WKP(b). Stały przedstawiciel Armeńskiej SRR w Radzie Ministrów ZSRR, od 1951 minister przemysłu spożywczego i I zastępca przewodniczącego Rady Ministrów Armeńskiej SRR, od kwietnia do listopada 1953 minister przemysłu lekkiego i spożywczego Armeńskiej SRR, następnie minister przemysłu towarów spożywczych Armeńskiej SRR. Od 1964 przedstawiciel handlowy ZSRR w Grecji. 23 listopada 1940 odznaczony Orderem Lenina.